# دالا دالا
«دالا دالا» (انگلیسی: Dalla Dalla; کره‌ای: 달라달라; lit. Different Different) نخستین تک‌آهنگ از گروه دخترانه اهل کره جنوبی، ایتزی است. این ترانه به عنوان تک‌آهنگ آغازین نخستین آلبوم تک‌آهنگ گروه به نام این متفاوته در رسانه‌های دیجیتال توسط جی‌وای‌پی انترتینمنت منتشر شد. «دالا دالا» یک ترانه «تلفیقی» شامل عناصر ئی‌دی‌ام، هیپ هاپ، الکتروپاپ و هاوس است. از نظر غنایی، این ترانه حول محور موضوع‌های شخصیت، توانمندسازی و اعتماد به نفس می‌چرخد.

## گواهی‌نامه‌ها
| منطقه                                  | گواهی    | واحد گواهی‌شده/فروش |
| استریم                                 | استریم   | استریم             |
| -------------------------------------- | -------- | ------------------ |
| کره جنوبی (گائون)                      | Platinum | ۱۰۰٬۰۰۰٬۰۰۰        |
| ژاپن (آرآی‌ای‌جی)                        | Silver   | ۳۰٬۰۰۰٬۰۰۰         |
| رقم فقط پخش جاری تنها بر پایهٔ گواهی‌ها. |          |                    |

## تاریخچه انتشار
| منطقه     | تاریخ         | فرمت                  | ناشر               | منابع |
| --------- | ------------- | --------------------- | ------------------ | ----- |
| کره جنوبی | ۱۲ فوریه ۲۰۱۹ | دانلود دیجیتال استریم | جی‌وای‌پی انترتینمنت | [ ۵ ] |
| مختلف     | ۱۴ فوریه ۲۰۱۹ | دانلود دیجیتال استریم | جی‌وای‌پی انترتینمنت | [ ۶ ] |